# Ahmed Fatehi
Ahmed Fatehi Abdoun (arabisch أحمد فتحي, DMG Aḥmad Fatḥī; * 25. Januar 1993 in Doha) ist ein katarisch-ägyptischer Fußballspieler. Er ist auf dem Spielfeld im Mittelfeld beheimatet und führt diese Rolle dort auf einer zentralen Position aus.

## Karriere

### Verein
Seit der Saison 2011/12 spielt er für den al-Arabi SC. Hier kam er in seiner ersten Saison für seinen Klub auf zwei Einsätze in der Qatar Stars League. In den nächsten Jahren kam er dann immer zu etwas über 10 Spielen. Ab der Spielzeit 2016/17 wurde er dann schließlich auch öfter eingesetzt und ist seitdem für seine Mannschaft unverzichtbar geworden.

### Nationalmannschaft
Für die U23-Nationalmannschaft von Katar kam er zwischen 2014 und 2015 in ein paar Freundschaftsspielen zum Einsatz.
Seinen ersten Einsatz im Dress der katarischen A-Nationalmannschaft, hatte er am 14. November 2011 bei einem 1:1 im heimischen Stadion gegen die Nationalmannschaft von Island, wo er 75. Minute für Assim Madibo eingewechselt wurde. Nach einem weiteren Freundschaftsspiel, welches mit 1:2 gegen Liechtenstein verloren wurde, verschlug es ihn in den Kader für den Golfpokal 2017. Dort wurde er dann schließlich in zwei der Gruppenspielen eingesetzt. Im Jahr 2018 folgten dann noch fünf weitere Freundschaftsspiele, welche auch teilweise in die Vorbereitungszeit für die Asienmeisterschaft 2019 hinein fielen.
Für den Mannschaftskader bei diesem Turnier bekam er auch eine Nominierung. Zwar wurde er hier nur beim 6:0-Gruppenspielsieg über Nordkorea für gut eine Viertelstunde vor Schluss eingewechselt, jedoch hat er somit auch einen Miterfolg daran geleistet. Dass seine Mannschaft es bis ins Finale schaffte, wo man dann nach einem Sieg über Japan sich als Asienmeister krönen konnte. Damit gelang der Mannschaft dann auch der erste Titel dieser Art in der Verbandsgeschichte.
Danach wurde es aber ruhiger um ihn was Einsätze für die Nationalmannschaft anging. Zwar wurde er für den Kader bei der Copa América 2019 nominiert, wo sein Team als Gastmannschaft mitspielen durfte, jedoch erhielt er hier keinerlei Einsatzzeit. Im November 2019 folgte noch einmal ein Freundschaftsspiel gegen Singapur sowie im Dezember 2020 ein Spiel der Qualifikation für die Weltmeisterschaft 2022, wo Katar als Gastgeber ohne Wertung mitspielte. Seitdem bekam er keinen einzigen Einsatz mehr für die Nationalmannschaft.

## Sonstiges
Seine ägyptische Herkunft hat er durch seinen Vater Fathi Abdoun, die Jugendakademie von al-Sadd seit 1993 leitet.